# Do Kapłanów, umiłowanych synów Matki Bożej
Do Kapłanów, umiłowanych synów Matki Bożej – książka Stefano Gobbiego, włoskiego księdza katolickiego, jego zdaniem zawierająca orędzia, które przekazywała mu Maryja poprzez lokucje (słyszenia wewnętrzne), spisywane w latach 1973–1997 (kilka tomów). Stały się one podstawą do utworzenia i działalności Kapłańskiego Ruchu Maryjnego. Do roku 1996 książka miała 19 wydań włoskich i przetłumaczono ją na 23 języki.

## Charakter i treść orędzi
Orędzia zawarte w książce mają zdecydowanie charakter apokaliptyczny. Maryja według ks. Gobbiego informuje, że czasy zapowiedziane w Apokalipsie św. Jana już nadeszły, a Kościół czeka poważny kryzys wiary i posłuszeństwa. W świetle tych orędzi Maryja przychodzi jako zaniepokojona Matka, chcąc uratować nas przed karą, którą ludzkość na siebie ściąga. Aby uratować ludzkość, wzywa do poświęcenia się Jej Niepokalanemu Sercu, zachęca też do pokuty i posłuszeństwa wobec papieża. Ostrzega o zbliżającym się finale czasów ostatecznych i  paruzji. Zapowiada także „drugą Pięćdziesiątnicę”, która sprawi, że Kościół znów zajaśnieje swoją chwałą. Według ks. Gobbiego Maryja krytykuje źle pojmowany ekumenizm, a także przesadny aktywizm, który źle wpływa na życie duchowe. Siebie przedstawia jako jedyny ratunek dla grzeszników, podkreśla także donośną rolę, którą odegra w czasach ostatecznych. Zachęca do organizowania wieczerników modlitwy, odmawiania różańca świętego, a także do rozszerzania Kapłańskiego Ruchu Maryjnego (który na polecenie Maryi założył Stefano Gobbi). Gorąco wzywa do adoracji Najświętszego Sakramentu, gdyż jej zdaniem wierzący przestali wierzyć w rzeczywistą obecność Jezusa na Mszy świętej. Wyraża także ubolewanie z powodu teologów, którzy umniejszają jej znaczenie, a także promują naturalistyczne wyjaśnienia cudów Jezusa opisanych w Ewangelii. Wspomina również często o innych objawieniach Maryjnych, potwierdzając przy tym ich prawdziwość. Orędzia zawierają także obszerny komentarz do poszczególnych części Apokalipsy Św. Jana i opis wielu wydarzeń z Pisma Świętego.

## Komentarz do Apokalipsy
W świetle orędzi zawartych w książce, czerwony smok opisywany w dwunastym rozdziale Apokalipsy św. Jana to „ateistyczny komunizm, który wszędzie rozszerzył błąd negacji i uporczywego odrzucania Boga”. Bestia podobna do pantery to masoneria (Ap 13). Bestia podobna do baranka (Ap 13,11) „symbolizuje masonerię kościelną, która rozszerzyła się zwłaszcza wśród członków Hierarchii”.
Maryja wyjaśnia także tajemniczą liczbę 666 (Ap 13, 18). Ma ona mieć znaczenie symboliczne i dosłowne. Symboliczne ma oznaczać Lucyfera wynoszącego się ponad Boga i jego liczbę 333, dosłowne - trzy daty - 666 rok, 1332 rok i 1998 rok. Pierwsza data ma oznaczać nagłą ekspansję islamu, druga erę podziałów w Kościele, a także filozofii stawiających ludzki rozum i naukę nad Słowo Boże, trzecia zaś - okres świetności masonerii, w tym kościelnej, której uda się utworzyć fałszywy obraz Chrystusa.
Znamię na czole i ręce (Ap 13,16) zdaniem Maryi ma oznaczać całkowitą zależność ludzi od antychrysta, zwłaszcza w sferze rozumu i własnej woli. Ma to przekładać się na przyjmowanie doktryny negującej Boga i odrzucającej Jego Prawa, a także do przyjęcia coraz to bardziej popularnego ateizmu.
Pierwszą plagą (Ap 16,2) mają być natomiast złośliwe guzy i wszelkie rodzaje raka, wobec których nauka jest bezsilna, pomimo postępu we wszystkich dziedzinach. Pierwszą plagą ma być również nowa choroba – AIDS
Niewiasta obleczona w słońce z księżycem pod stopami (Ap 12) to według orędzi ks. Gobbiego Maryja (taką też interpretację przyjmuje często również Kościół). Dwanaście gwiazd, formujących jej koronę, to symbol pokoleń Izraela, pierwszych Apostołów oraz apostołów „ostatnich czasów”. Niewiasta rodząca w bólu (Ap 12,2) ma natomiast oznaczać duchowe macierzyństwo Maryi.

## Okrzyk Jezusa na krzyżu
Ks. Gobbi zapisując swoje wewnętrzne słyszenia mające pochodzić od Maryi, zapisał również wiele elementów z życia Jezusa Chrystusa, nie znane nam z kart Ewangelii. Maryja miała powiedzieć mu na przykład, że wielki okrzyk Jezusa opisany w Ewangelii według Św. Mateusza (Mt 27,50) brzmiał „mamo!”.

## Ohyda spustoszenia
Pojęcie ohydy spustoszenia pojawia się w Piśmie Świętym w trzech Księgach: W Księdze Machabejskiej, odnosząc się do sytuacji, która miała miejsce w historii narodu wybranego, w Księdze Daniela, będąc zapowiedzią wydarzenia będącego znakiem końca czasów i ucisku, w Ewangelii czytamy natomiast o niej jako o znaku, który będzie miał miejsce przed powtórnym przyjściem Jezusa. Wyjaśnienie zawarte w „błękitnej książeczce” ks. Stefano Gobbiego jest następujące: Ohydą spustoszenia będzie zniesienie codziennej ofiary tj. Mszy Świętej, zanegowanie transsubstancjacji i przyjęcie protestanckiej nauki (która odrzuca rzeczywistą przemianę chleba i wina w ciało i krew Chrystusa).

## Opinia Kościoła
Kościół nie wypowiedział się jednoznacznie co do treści objawień. Ks. Gobbi po zakończeniu otrzymywania orędzi złożył je do oceny w Kongregacji Nauki Wiary. Po 10 latach otrzymał korespondencję wysłaną do niego przez sekretarza Kongregacji Nauki Wiary, który radził, żeby ks. Gobbi we wstępie do książki zawarł informację, iż książka powstała jako wynik jego własnej medytacji osobistej. Korespondencja ta nie była oficjalnym stanowiskiem, ale jedynie prywatnym listem .
Św. Jan Paweł II odnosił się przychylnie do objawień włoskiego księdza. Kapłański Ruch Maryjny w 1993 roku otrzymał jego błogosławieństwo. Ks. Gobbi rokrocznie koncelebrował Mszę świętą z Ojcem Świętym w jego prywatnej kaplicy i w czasie spotkań z papieżem zdawał mu również sprawozdania na temat jego ruchu i swoich podróży oraz prowadzonych wieczerników modlitewnych .
Stanisław Celestyn Napiórkowski, polski mariolog, w roku 1983 (czyli jeszcze w trakcie otrzymywania orędzi) wypowiedział wiele krytycznych uwag pod adresem książki. Wprawdzie chwalił ją za gorliwą pobożność autora i antylaickość, a także za to, że wielu księży czerpie z niego dobre owoce, ale skrytykował fakt, że objawienia przedstawiają krytyczną ocenę świata, ignorując Sobór Watykański II. Nie spodobał mu się także przesadny „mariocentryzm”, zniechęcanie do ekumenizmu i ekskluzywizm - w objawieniach Maryja twierdzi, że jest jedynym środkiem ratunku. Jego zdaniem książka „rozważana z punktu katolickiej teologii budzi uzasadnione niepokoje, a nawet sprzeciw”.
Krytyka dotyczy też obfitości i sentymentalizmu przesłań oraz ich wyraźnego apokaliptycznego tonu. Jest na przykład orędzie z 3 lipca 1987 r. zapowiadające na ten rok „wielkie wydarzenia, które przewidziałem w Fatimie... i w Medziugorju” się nie spełniło. Ton, pilność i emocjonalność widzącego/słyszącego nadają przekazom czasami wyraźny osobisty koloryt.
Imprimatur udzielili książce m.in. kardynałowie: Bernardino Echeverría Ruiz w roku 1998, John Baptist Wu Cheng-chung dla chińskiego wydania książki z roku 2001, Ignacy Mojżesz I Daoud dla tłumaczenia arabskiego z roku 2002, Ricardo Vidal z Filipin i Michael Michai Kitbunchu z Tajlandii. Książka ma także imprimatur wielu arcybiskupów i biskupów na całym świecie .